# Joan Kelly Horn
Joan Kelly Horn (ur. 18 października 1936 w Saint Louis) – amerykańska polityk, członkini Partii Demokratycznej.

## Działalność polityczna
W okresie od 3 stycznia 1991 do 3 stycznia 1993 przez jedną kadencję była przedstawicielką 2. okręgu wyborczego w stanie Missouri w Izbie Reprezentantów Stanów Zjednoczonych.